# Diana - La storia segreta di Lady D
Diana - La storia segreta di Lady D (Diana) è un film del 2013 diretto da Oliver Hirschbiegel.
Basato sulla biografia di Kate Snell Diana: Her Last Love, pubblicata nel 2001, con protagonista Naomi Watts nel ruolo di Lady Diana, il film si concentra in particolare sugli ultimi due anni di vita della Principessa di Galles e su come, attraverso volontariato, lotte sociali e campagne umanitarie, abbia scoperto il significato della felicità e raggiunto il consolidamento della fama che l'ha fatta amare dal popolo britannico e da tutto il mondo.

## Trama
Nel 1992 Lady Diana Spencer, Principessa di Galles, e il marito Carlo avevano ammesso il fallimento del loro matrimonio e di comune accordo avevano deciso di separarsi. Negli anni che avevano seguito l'annuncio della separazione, per la giovane Diana era iniziato un periodo di profonda crisi, scandito dal flash ossessivo dei paparazzi e dall'ammirazione sempre crescente delle masse, in netto contrasto con la diffidenza dal palazzo reale.
Nel 1995 però, durante una visita all'ospedale Royal Brompton per confortare un amico dopo un intervento al cuore, la principessa incontra Hasnat Khan, un affascinante cardiochirurgo di origine pakistana. Nonostante i diversi tenori di vita e l'ingombrante popolarità di Diana, i due finiscono con l'innamorarsi: nel giugno 1996, dopo quattro anni di separazione contraddistinti da scandali e pettegolezzi, Diana ottiene il divorzio dal Principe di Galles e si lancia in una serie di campagne umanitarie in giro per il mondo, continuando a mantenere la sua relazione con Hasnat al riparo dai giornalisti.
Ma nel gennaio del 1997, dopo la sua adesione alla campagna contro le mine antiuomo, che l'aveva immortalata su tutti i giornali del mondo mentre, con casco balistico e giubbotto antiproiettile, ispezionava un campo bonificato dell'Angola, la pressione attorno alla sua vita privata cresce a dismisura, e i giornali scoprono la sua relazione col medico anglo-pakistano.
Riservato e incapace di accettare la notorietà con la quale avrebbe dovuto convivere da quel momento, Hasnat tronca bruscamente la relazione con Diana, spezzandole il cuore. Per dimenticare il dolore e scatenare la gelosia dell'ex fidanzato, Diana accetta l'invito di Mohamed Al-Fayed e insieme ai figli trascorre sul suo yacht privato le vacanze estive: qui conosce il figlio di Mohamed, Dodi, ed inizia con lui una nuova storia.

## Produzione
Il titolo del progetto era inizialmente Caught in Flight, poi cambiato in Diana.

### Cast
L'attrice Jessica Chastain era stata inizialmente scelta per interpretare il ruolo della Principessa Diana, ma a causa di conflitti di programmazione con altri film fu costretta a rinunciare. Nel luglio 2012 viene ufficialmente annunciato che per la parte è stata scelta Naomi Watts. Nello stesso mese si ha la conferma anche della partecipazione di Naveen Andrews, famoso per il ruolo di Sayid Jarrah nella serie televisiva Lost, nella parte di Hasnat Khan.
Prima di accettare, Naomi Watts aveva rifiutato la parte due volte, preoccupata non solo dalla difficoltà di interpretare una donna dal così grande impatto sulla scena mondiale, ma anche per le reazioni che il film avrebbe potuto scatenare nei figli della Principessa. Per prepararsi ad un ruolo così importante e dalle tante sfaccettature, la Watts si è ampiamente documentata sulla vita di Lady Diana, leggendo diverse biografie e guardando più volte le centinaia di video disponibili su di lei, in particolare la famosa intervista concessa nel 1995 al programma Panorama della BBC.

### Location
Le riprese del film si sono svolte in varie nazioni: Mozambico, India e Croazia per filmare le missioni umanitarie della Principessa Diana, mentre il resto delle riprese è stato effettuato in Inghilterra, tra le città di Londra, Hertfordshire ed East Sussex. In Italia, a Trieste, è stata invece ricreata la notte parigina del 31 agosto 1997: lo storico locale in Piazza Unità d'Italia, il Caffè degli Specchi, è stato trasformato nell'Hôtel Ritz di Parigi, ultima tappa di Diana e Dodi prima del tragico incidente nel tunnel dell'Alma. Inoltre sempre a Trieste è stata girata una scena in una casa d'aste allestita all'interno dell'Hotel Savoia.

### Montaggio
Terminate le riprese, il regista Oliver Hirschbiegel ha deciso di eliminare dal montaggio finale del film le scene che vedevano implicati i figli di Diana, il Principe William e il Principe Harry, interpretati rispettivamente da Laurence Belcher e Harry Holland. Questo per non creare ulteriore dolore ai due ragazzi, che avevano 15 e 12 anni quando la Principessa perse la vita a Parigi. I due saranno visibili in una sola sequenza, mentre partono per le vacanze estive a Balmoral e per l'ultima volta salutano la madre.

## Distribuzione
Il teaser del film è stato diffuso online il 12 giugno 2013, seguito il 6 agosto dal trailer ufficiale. La pellicola è stata presentata in anteprima all'Empire Leicester Square di Londra il 5 settembre 2013, per poi essere ufficialmente distribuita nelle sale cinematografiche britanniche il 20 settembre.
In Italia l'uscita cinematografica è stata curata da BiM Distribuzione. Il teaser italiano del film è stato diffuso online il 29 agosto 2013, pochi giorni prima il 16º anniversario della scomparsa della Principessa, insieme alla locandina e al titolo definitivo, Diana - La storia segreta di Lady D. Il trailer ufficiale è stato diffuso l'11 settembre 2013. La data di uscita nelle sale italiane, inizialmente fissata per il 17 ottobre 2013, è stata anticipata al 3 dello stesso mese.

## Accoglienza

### Incassi
La pellicola ha incassato $21.766.271, di cui il 98.5% provengono dall'estero.

### Critica
Dopo la prima a Londra, il film ha ricevuto da parte dalla stampa britannica recensioni estremamente negative: il giornalista David Edwards del Mirror, dandogli una sola stella su cinque, l'ha definito uno "sforzo deprimente e a buon mercato che pare un film televisivo di metà mattinata"; anche Peter Bradshaw, del The Guardian, ha dato al film una sola stella, aggiungendo che si tratta di un vero "incidente cinematografico".

## Controversie
Il 24 agosto 2013, in un'intervista rilasciata al quotidiano inglese Daily Mail, Hasnat Khan ha pubblicamente denunciato la poca credibilità della pellicola. Dopo aver visionato alcune immagini in anteprima, il cardiochirurgo ha infatti lamentato la poca attinenza della trama e dei fatti riportati con ciò che realmente successe tra lui e Lady Diana. Il film, a suo giudizio, non rappresenterebbe la realtà, ma soltanto pettegolezzi e illazioni ad opera di persone che non avevano nessuna conoscenza dei fatti.
Khan ha tuttavia chiarito che la produzione del film, anche attraverso Kate Snell, autrice della biografia, ha provato più volte a contattarlo per ottenere la sua partecipazione alla stesura della sceneggiatura; tuttavia, egli preferì non dare risposta alle lettere ricevute.

## Biografia
La biografia di Kate Snell, su cui è basata la sceneggiatura del film, è stata pubblicata il 24 settembre 2013 da Sperling & Kupfer con il titolo Diana - L'ultimo amore segreto della Principessa triste.